# 難波尭弘
難波 尭弘（なんば たかひろ、1998年5月1日 - ）は、日本の男子バレーボール選手である。

## 来歴
兵庫県姫路市生まれ。三重県四日市市出身。中学校までは硬式野球をしていた。高校1年生のとき、部活の監督に誘われたのがきっかけでバレーボールを始める。
四日市工業高等学校、天理大学を経て、2020年10月、V.LEAGUE DIVISION1(V1)に所属する東レアローズの内定選手になったと発表され、2021年、大学を卒業してから東レに入団した。
2021-22シーズン、入団1年目のルーキーにして、V1リーグにて、2022年1月24日のVC長野トライデンツ戦で初めてスタメン出場を果たし、8得点を挙げてストレート勝ちに貢献した。同期で同じくスタメン出場を果たしたセッターの真子康佑とのルーキーコンビで流れを呼んだ。
2022年、AVCカップのメンバーとして日本代表に初選出された。4試合でスタメン出場を果たし、チームの準優勝に貢献した。

## 所属チーム
- 四日市工業高等学校（2014-2017年）
- 天理大学 （2017-2021年）
- 東レアローズ静岡（2021年-）

## 球歴
- 日本代表 - 2022年-
  - AVCカップ - 2022年